# Garrucha
Garrucha est une commune d’Espagne, dans la province d'Almería, communauté autonome d'Andalousie.

## Géographie

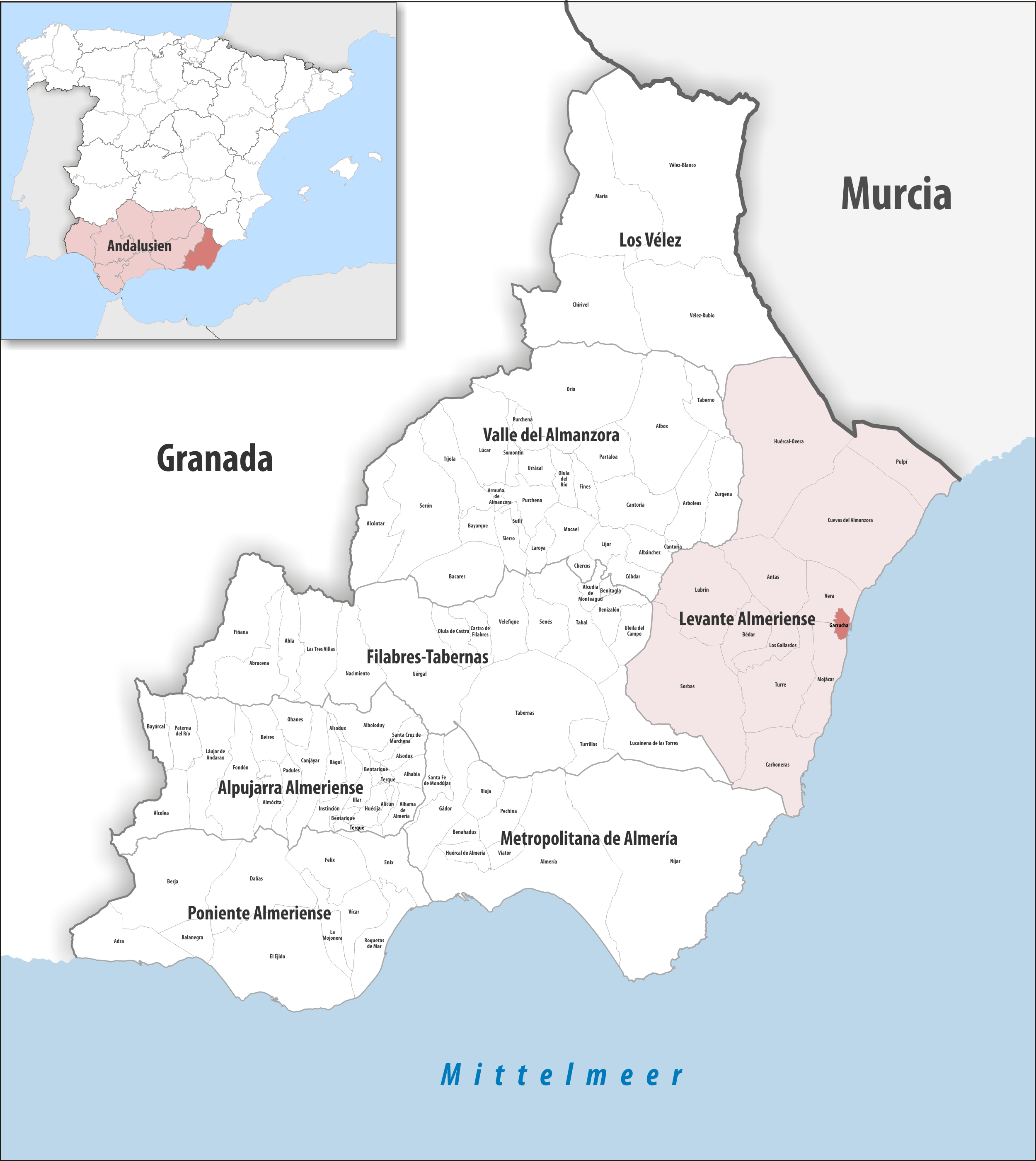
Garrucha dans la comarque Levante almeriense, province d'Almería / en Andalousie

### Localisation
La commune de Garrucha se trouve dans l'est de la province d'Almería et sur la côte (à l'est) de la comarque Levante almeriense.
Almería est à 91 km sud-ouest ;
Madrid à 538 km nord-ouest ;
Gibraltar à 430 km sud-ouest (distances par route).

## Administration
| Période                                  | Période | Identité | Étiquette | Qualité |
| ---------------------------------------- | ------- | -------- | --------- | ------- |
| N/A                                      | N/A     | N/A      | N/A       | Maire   |
| Les données manquantes sont à compléter. |         |          |           |         |

## Économie
Le port de Garrucha exporte deux fois plus que ceux d'Almería et Carboneras réunis : en 2020 l'Autorité portuaire d'Almería, qui gère aussi l'activité industrielle de Carboneras, a exporté 3,1 millions de tonnes de marchandises – surtout du gypse pour 2,6 millions de tonnes ; la même année, le port commercial de Garrucha, qui est une propriété de la région, a exporté 7,1 millions de tonnes uniquement en gypse, sans compter le calcaire, les pouzzolanes, le marbre concassé et le gravier. C'est le seul port rattaché à l'Agence publique des ports d'Andalousie (es) (APPA) qui inclut l'activité commerciale dans ses calculs de revenus annuels ; tous les autres ports dépendant de l'APPA ne comptent que les revenus du poisson débarqué et des emplacements du port de plaisance. La plus grande carrière de gypse en Europe est à 30 km du port, vers Los Gallardos.
Le port de plaisance offre 249 places disponibles pour les bateaux jusqu'à 25 m de longueur ; des services de réparation ; un ascenseur de 150 tonnes et un support en dur pour les réparations techniques ; une rampe d'accès pour bateaux plus petits. Il abrite aussi une petite flotte de pêche. La concession d'exploitation du port de plaisance a été vendue en novembre 2024 
Le 22 juillet 2024 l'APPA (es) a lancé un appel d'offres pour attribuer une concession pour l'occupation, l'adaptation et l'exploitation des installations nautiques de loisirs du port de Garrucha.

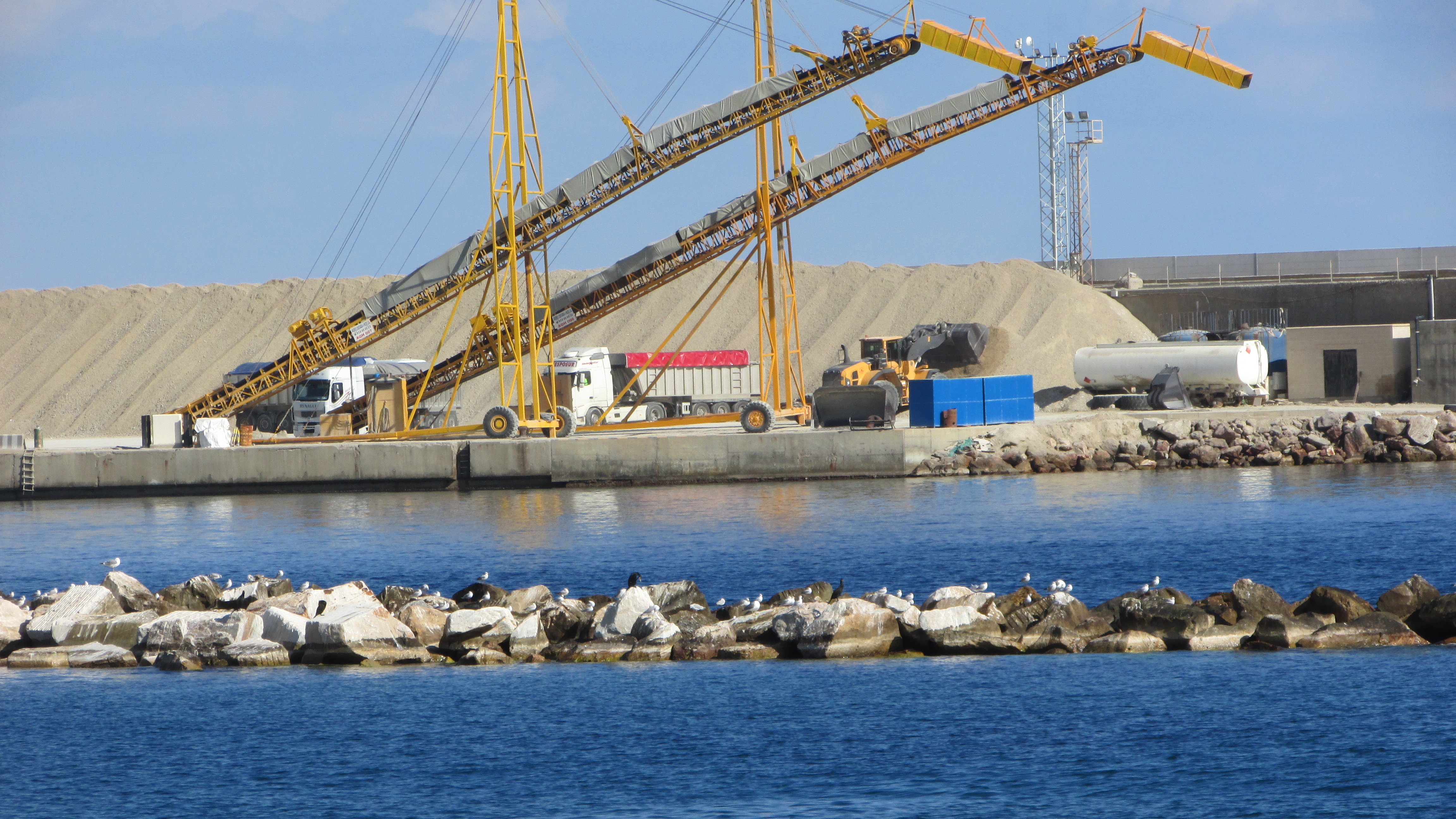
Gypse sur le quai
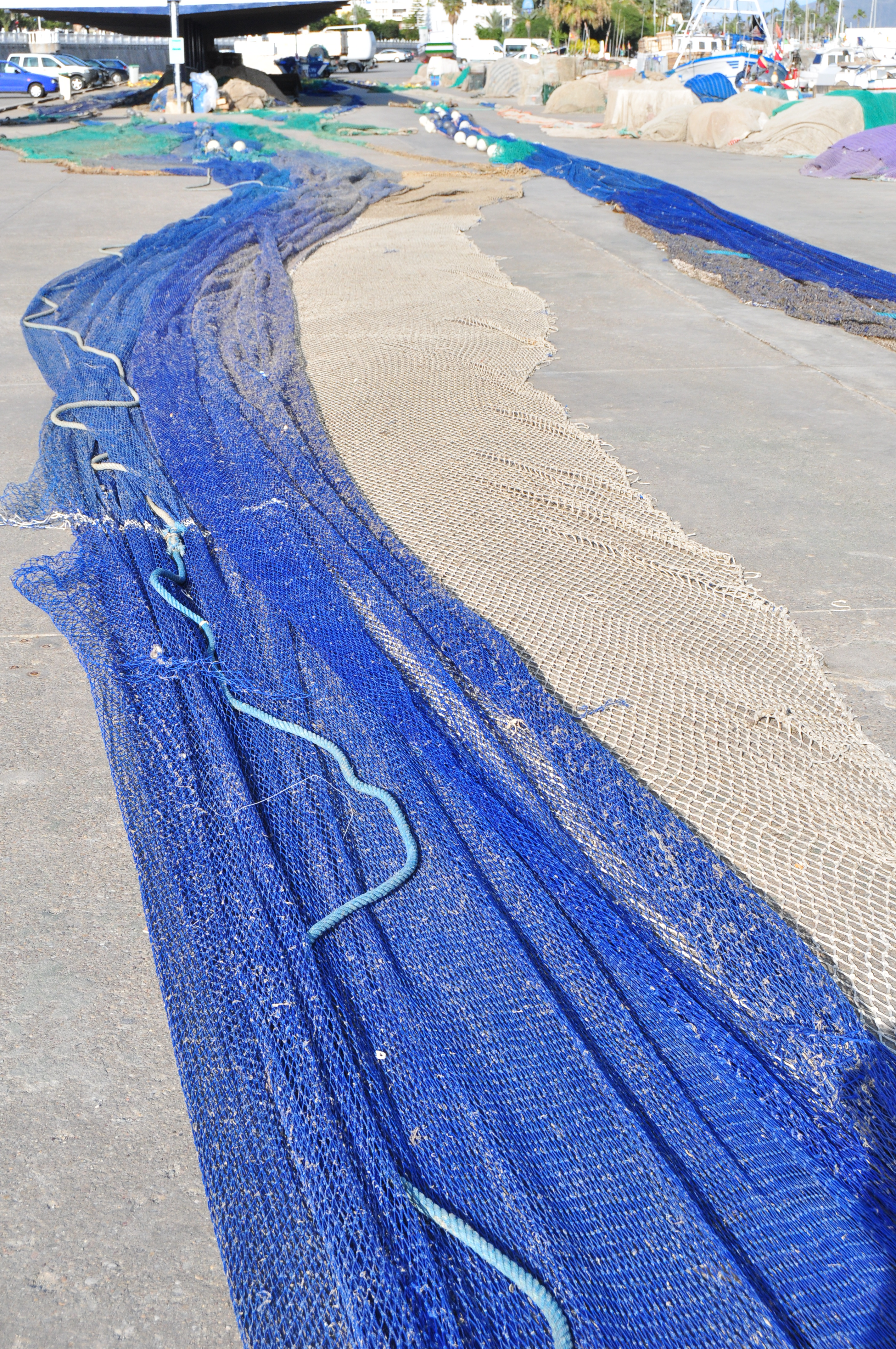
Filets de pêche
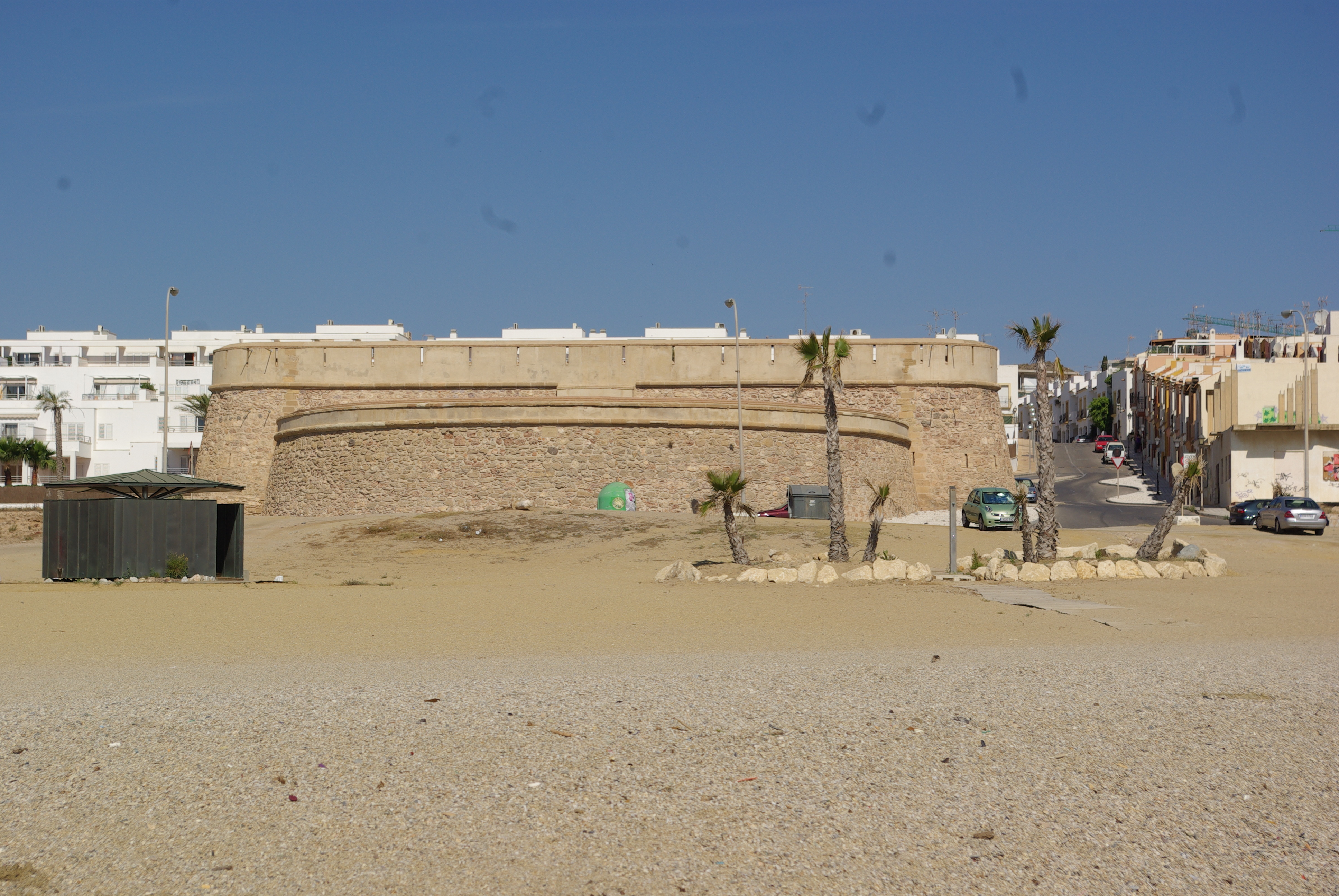
En bord de plage, le château d'Escobetas
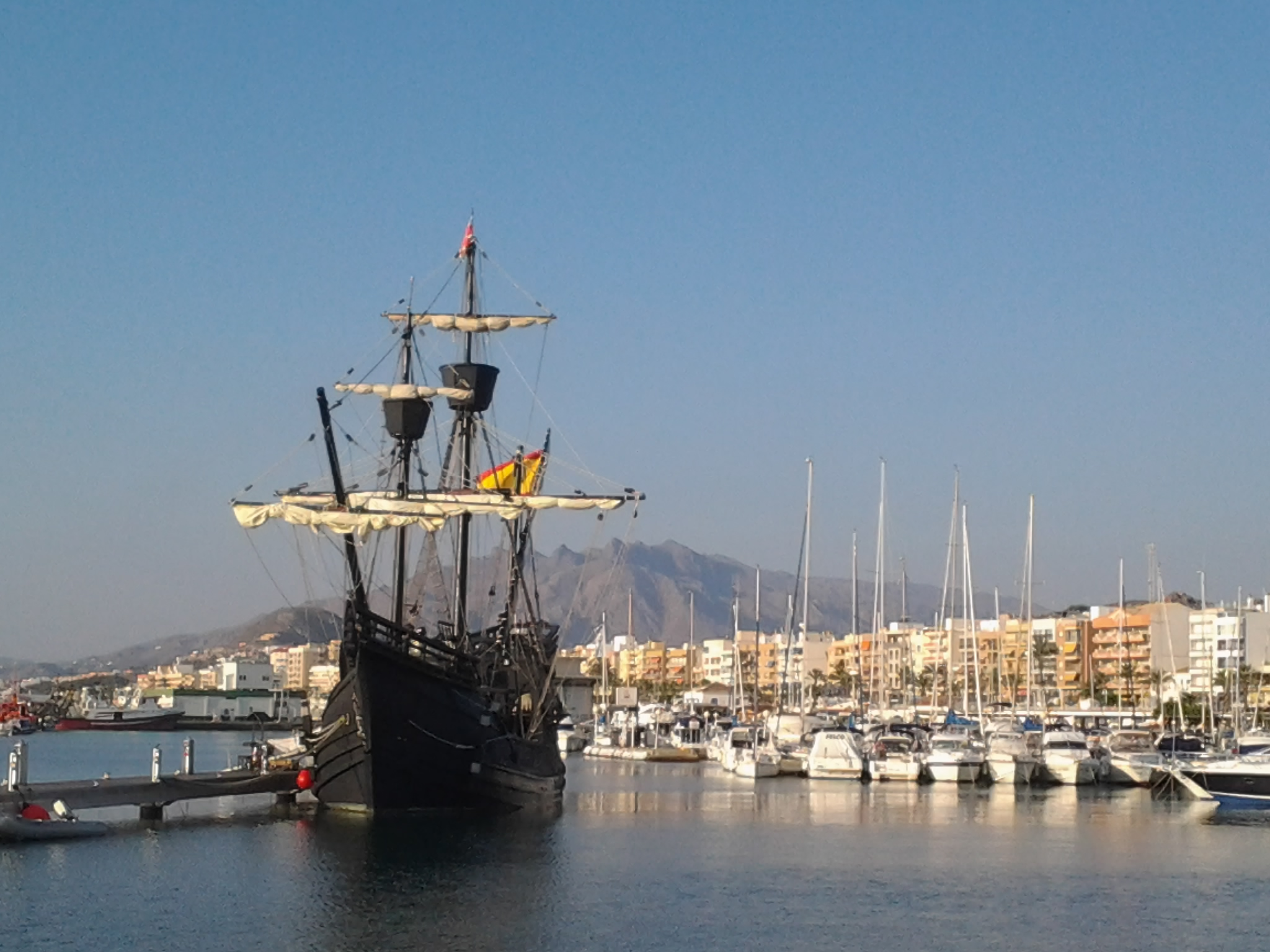
Visite d'un voilier historique, sept. 2013

### Jumelage
- Tence (France)

## Personnalités
- André Berruezo (1914-2000), coureur cycliste français, est né à Garrucha.